# Elite Residences

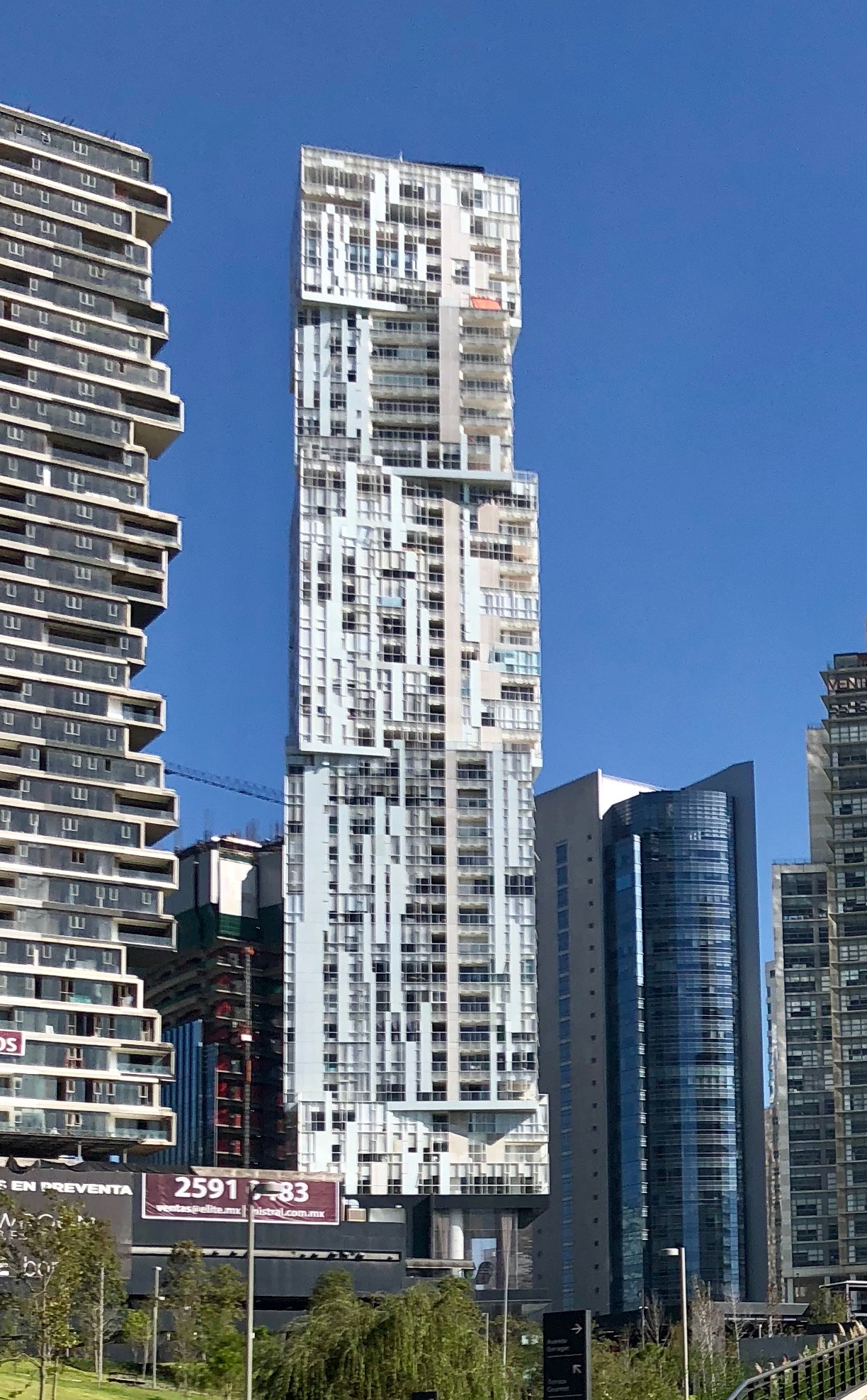
Elite Residences

Elite Residences es un rascacielos doble ubicado en Santa Fe 498, Colonia Cruz Manca, Cuajimalpa; ubicado en el centro financiero de Santa Fe, Ciudad de México.
Elite Residences es un conjunto habitacional de 2 torres que comparten el mismo basamento cuya torre principal cuenta con 41 pisos y 190 metros de altura. El edificio de uso residencial cuenta con áreas sociales y servicios mixtos tales como, gimnasio, salón de usos múltiples y con un área de juegos infantiles.
El diseño del inmueble es trabajo del despacho de arquitectos Gaeta-Springall Arquitectos, que trabajaron en conjunto con la desarrolladora Nemesis Capital / Gicsa y con la constructora Citemex.
La construcción de Elite Residences inicio en 2010 y tuvo por fecha de entrega el año 2019.

## Detalles
Dirección: Santa Fe 498, Colonia Cruz Manca, Delegación Cuajimalpa, Ciudad de México.
Departamentos: 229 departamentos
Altura de la torre principal: 190 metros.
Pisos de la torre principal: 41
Condición: Construido.
Uso: Residencial.
Arquitecto: Gaeta-Springall Arquitectos.
Desarrolladora: Nemesis Capital / Gicsa

## Características
- Exterior: Estacionamiento techado, jardín y terraza[2]

- General: Cocina integral, cuarto de servicio, elevador y seguridad 24 horas

- Recreación: Alberca, área de juegos infantiles, gimnasio y salón de usos múltiples

## Otros Nombres
Durante el desarrollo del proyecto y su construcción también se conoció por el nombre de:
- Siroco Elite Residences

El proyecto final de Elite Residences sustituyó al proyecto cancelado que se conoció por el nombre de:
- 2nd phase of City Santa Fe